# Irene Goergens
Irene Goergens, née le 29 avril 1951, est une ancienne terroriste allemande, membre de la première génération de la Fraction armée rouge.

## Biographie
Le 14 mai 1970, elle participe  à l'évasion d'Andreas Baader. Le 8 octobre 1970, elle est arrêtée avec Brigitte Asdonk, Horst Mahler, Ingrid Schubert et Monika Berberich. Tous sont emprisonnés en isolement total. Irene Goergens est libérée en 1977 et n'a depuis plus d'activité en rapport avec la RAF.